# (191) Kolga
(191) Kolga ist ein Asteroid des äußeren Hauptgürtels, der am 30. September 1878 vom deutsch-US-amerikanischen Astronomen Christian Heinrich Friedrich Peters am Litchfield Observatory in New York entdeckt wurde.
Der Asteroid wurde benannt nach Kolga, der Tochter des Meeresriesen Ägir in der nordischen Mythologie. Alle Namen seiner Töchter sind Personifizierungen von Wellen.

## Wissenschaftliche Auswertung
Aus Ergebnissen der IRAS Minor Planet Survey (IMPS) wurden 1992 Angaben zu Durchmesser und Albedo für zahlreiche Asteroiden abgeleitet, darunter auch (191) Kolga, für die damals Werte von 101,0 km bzw. 0,04 erhalten wurden. Eine Auswertung von Beobachtungen durch das Projekt NEOWISE im nahen Infrarot führte 2011 zu vorläufigen Werten für den Durchmesser und die Albedo im sichtbaren Bereich von 97,3 km bzw. 0,04. Nach neuen Messungen wurden die Werte 2014 auf 94,5 km bzw. 0,05 geändert. Nach der Reaktivierung von NEOWISE im Jahr 2013 und Registrierung neuer Daten wurden die Werte 2015 zunächst mit 99,5 bis 100,4 km bzw. 0,05 angegeben und dann 2016 erneut korrigiert zu 86,8 bis 93,6 km bzw. 0,05 bis 0,06. Bei der Beobachtung einer Sternbedeckung durch (191) Kolga am 9. Februar 2018 konnte eine elliptische Form des Asteroiden mit Achsen von etwa (104 × 80) km registriert werden.
Eine spektroskopische Untersuchung von 820 Asteroiden zwischen November 1996 und September 2001 am La-Silla-Observatorium in Chile ergab für (191) Kolga eine taxonomische Klassifizierung als X-Typ. Weitere spektroskopische Beobachtungen am 14. April 2005 an der Infrared Telescope Facility (IRTF) auf Hawaiʻi führten zu einer Einstufung als Cb-Typ.
Vom 5. Mai bis 1. Juni 2000 erfolgten erstmals photometrische Beobachtungen von (191) Kolga an der Außenstelle „Carlos U. Cesco“ des Felix-Aguilar-Observatoriums (OAFA) in Argentinien. Aus der gemessenen Lichtkurve wurde damals eine Rotationsperiode von 13,078 h abgeleitet. Im gleichen Zeitraum gab es auch Messungen vom 23. Mai bis 6. Juli 2000 am River Oaks Observatory in Texas. Aus der sehr unvollständigen Lichtkurve mit nur einem Minimum konnte die Rotationsperiode nur auf etwa 27,80 h geschätzt werden. Um die Unklarheit aufzulösen, erfolgten neue photometrische Beobachtungen vom 7. bis 14. Mai 2009 am Palmer Divide Observatory in Colorado. Hier konnte eine sehr detaillierte Lichtkurve gewonnen werden, aus der eine Rotationsperiode von 17,625 h bestimmt wurde. Andere Perioden konnten definitiv ausgeschlossen werden. Zur gleichen Beurteilung führten auch Messungen vom 28. November 2012 bis 7. Januar 2013 am Organ Mesa Observatory in New Mexico mit einer Rotationsperiode von 17,604 h, indem andere Perioden ebenfalls ausgeschlossen wurden.
Mit einer Auswertung photometrischer Daten des Lowell-Observatoriums und des Gaia DR2-Katalogs konnte im Jahr 2019 durch die Methode der konvexen Inversion ein Gestaltmodell des Asteroiden für zwei alternative Rotationsachsen mit retrograder Rotation und einer Periode von 17,6039 h berechnet werden. Neue Messungen erfolgten vom 25. Juli bis 7. September 2020 im Rahmen einer Zusammenarbeit von sieben Observatorien der Grupo de Observadores de Rotaciones de Asteroides (GORA) in Argentinien und Spanien. Hier wurde die Rotationsperiode mit einem Wert von 17,59 h bestätigt. Dies gelang auch bei Beobachtungen vom 9. bis 19. August 2020 am Deep Sky West Observatory in New Mexico mit einem Wert von 17,595 h.
Zwischen 2012 und 2018 wurden mit der All-Sky Automated Survey for Supernovae (ASAS-SN) auch photometrische Daten von 20.000 Asteroiden aufgezeichnet. Auf mehr als 5000 davon konnte erfolgreich die Methode der konvexen Inversion angewendet werden, darunter auch (191) Kolga, für die in einer Untersuchung von 2021 ein verbessertes dreidimensionales Gestaltmodell für zwei alternative Rotationsachsen mit retrograder Rotation und einer Periode von 17,6035 h berechnet wurde. Aus archivierten Daten des Asteroid Terrestrial-impact Last Alert System (ATLAS) aus dem Zeitraum 2015 bis 2018 konnte in einer Untersuchung von 2022 mit der Methode der konvexen Inversion eine Rotationsperiode von 17,6034 h berechnet werden.